# Hamataliwa nigrescens
Hamataliwa nigrescens är en spindelart som beskrevs av Cândido Firmino de Mello-Leitão 1929. 
Hamataliwa nigrescens ingår i släktet Hamataliwa och familjen lospindlar. Inga underarter finns listade i Catalogue of Life.